# Alessandro Carri
Alessandro Carri (Reggio nell'Emilia, 21 settembre 1931) è un politico italiano.

## Biografia
Nato in una famiglia cattolica, ma da padre socialista, fin dalla gioventù si impegnò nell'antifascismo. Nel 1943 incontrò a Cavriago Virginio Burani, comunista ex-confinato e vittima di condanne e vessazioni da parte dei fascisti, che lo coinvolse nella politica. Lavorando come garzone in una bottega, prestò aiuto ai partigiani.
Dopo la Liberazione, fu amministratore del Circolo del Lungo Crostolo del Fronte della gioventù. Nel 1948 si iscrisse al Partito Comunista Italiano (la cui prima tessera gli fu data da Giuseppe Soncini) e alla FGCI, mentre era studente dell'istituto tecnico industriale. In seguito, lavorò nella segreteria provinciale del PCI, guidata dal segretario Onder Boni.
All'inizio degli anni 1950 fu segretario provinciale della FGCI dal 1957 al 1960, e poi fino al 1962 segretario regionale della FGCI.
Entrato nella segreteria provinciale del PCI, guidata da Remo Salati, si impegnò nei rapporti con i movimenti sindacale, cooperativo e associativo.
Dal 1964 al 1969 fu eletto segretario di zona della Bassa Reggiana, distinguendosi per l'opera di radicamento comunista, anche nei comuni mantovani confinanti, che lo portarono ad importanti impegni culturali e a stringere profonde amicizie, tra cui quella con Cesare Zavattini.
Dal 1969 al 1972 fu segretario comunale del PCI a Reggio Emilia, durante il mandato del sindaco Renzo Bonazzi. Eletto deputato dal 1972 al 1976 e poi senatore dal 1976 al 1979, seguì le tematiche sui trasporti, divenendo responsabile nazionale della Commissione Nazionale del PCI. Dal 1975 al 1978 fu anche sindaco a Ciano d'Enza.
Dal 1979 al febbraio 1983 fu eletto segretario provinciale del PCI, per la prima volta a maggioranza (anziché per acclamazione come di solito), a seguito di un vivace scambio dialettico tra le correnti interne al partito; in questo periodo, grazie alla sua capacità organizzativa, il PCI reggiano raggiunse il record di 64.000 iscritti. Recuperata l'area dismessa del Campovolo, vi organizzò nel 1983 la grande Festa Nazionale de L'Unità, concluso dallo storico comizio di Enrico Berlinguer. Nello stesso anno, Carri entrò nella Segreteria regionale del PCI, come responsabile dei problemi dell'informazione e della comunicazione.
Nel 1985 venne eletto nel Consiglio regionale, divenendo vice-presidente dell'assemblea. Dal 1989 al 1994 fu sindaco di Carpineti: durante una conferenza a Valestra di Carpineti, su domanda del sindaco Carri, l'amico Romano Prodi annunciò la propria discesa nel campo nella politica.
Sempre presente in vari organismi direttivi della Federazione del PCI di Reggio Emilia, e dopo la svolta della Bolognina in posizioni di primo piano del PDS, dei DS e del PD, Alessandro Carri svolse un'intensa attività di pubblicista e opinionista, a volte polemica seppur sempre costruttiva su tematiche nazionali e locali, in particolar modo legate alla cultura. Fu tra i promotori del Museo di storia della psichiatria e dei rapporti culturali con la città cinese di Rizhao.

## Opere
- Una nuova politica dei trasporti per il risanamento economico del paese, per un nuovo modo di vivere : PCI, Atti del seminario di studi : Frattocchie, aprile 1976 / relazione di Alessandro Carri ; conclusioni di Luciano Barca, Roma, Tip. Salemi, 1977, SBN SBL0168166.
- Un'alternativa democratica per l'Italia: 16º Congresso Nazionale - 18º Congresso Provinciale / relazione introduttiva del segretario provinciale Alessandro Carri, Reggio Emilia, Tecnostampa, 1982, SBN BVE0258050.
- La formazione manageriale dei dirigenti del Consiglio regionale e lo sviluppo delle risorse umane / [scritti di Alessandro Carri, Mario Gobbi, Renzo Ruffini], Bologna, Consiglio regionale, 1986, SBN RER0028463.
- Cronaca viaggio in Giappone (provincia Ibaraki) della delegazione regionale : 19-29 giugno 1988, Bologna, Regione Emilia-Romagna, 1988, SBN RER0035139.
- Nomadi e gagè (zingari e noi): illustrazione della legge emiliano-romagnola n. 47 del 1988 e prospettive per una scelta di campo sulla questione nomade, coautore Guido Pini, 1990, SBN RER0034370.
- Matilde in Tibet: dialoghi di un sogno che si fa storia, Reggio Emilia, Diabasis, 1999, SBN REA0046913.
- La prima festa de L'Unità al Campovolo (1981-2001), Montecchio Emilia, L'Olmo, 2001, SBN REA0053950.
- Ragazze e ragazzi del 1945 / raccolta di testimonianze verbali, Reggio Emilia, Democratici di sinistra, Federazione di Reggio Emilia, 2002, SBN REA0158517.
- Nel decennale del Centro: celebrazione della fondazione del Centro di documentazione di storia della psichiatria San Lazzaro : risultati, progetti, prospettive : convegno e cerimonia di premiazione, Reggio Emilia 12 ottobre 2002, Santa Sofia di Romagna, Tip. dei Comuni, 2004, SBN REA0251230.
- Carpineti e Romano Prodi cittadino onorario : cronache di un felice incontro, Reggio Emilia, Diabasis, 2005, SBN REA0215549.
- Le lunghe giornate del luglio Sessanta: impressioni, ricordi, riflessioni di un testimone, Correggio, Vittoria Maselli, 2010, SBN UBO3823606.
- Il San Lazzaro tra storia e storie / a cura di Alessandro Carri, Correggio, Maselli editore, 2011, SBN REA0259723.
- La Festa più grande: Festa Nazionale dell'Unità 1/18 settembre '83, Correggio, Vittoria Maselli, 2012, SBN UBO3976406.
- Matilde: una paziente mediatrice tra Impero e Papato, Roma, Aliberti, 2012, SBN MOD1608088.
- Matilde di Canossa: l'arte della politica e la cura del territorio, Correggio, Wingsbert House, 2015, SBN MOD1650007.
- La televisione di Zavattini: l'idea e il progetto di Telesubito nelle parole e nelle lettere di Cesare Zavattini, Reggio Emilia, Consulta librieprogetti, 2016, SBN LO11634577.
- Verso il gemellaggio con Rizhao: note di cronaca degli ultimi incontri, Reggio Emilia, Consulta libri e progetti, 2016, SBN LO11634574.
- Il volto politico di Matilde: dialogo tra memoria, storia e cultura, Reggio Emilia, Consulta librieprogetti, 2019, SBN UBO4417788.
- Comunisti e cattolici per l'Italia: la "svolta di Salerno": ricordi di un militante, Reggio Emilia, Consulta librieprogetti, 2021, SBN RE20003297.